# Kim Kyong-Jin
Kim Kyong-Jin (25 de febrero de 1986) es un deportista norcoreano que compitió en judo. Ganó dos medallas en el Campeonato Asiático de Judo en los años 2008 y 2009.

## Palmarés internacional
| Campeonato Asiático | Campeonato Asiático  | Campeonato Asiático | Campeonato Asiático |
| Año                 | Lugar                | Medalla             | Categoría           |
| ------------------- | -------------------- | ------------------- | ------------------- |
| 2008                | Jeju (Corea del Sur) | Medalla de bronce   | –60 kg              |
| 2009                | Taipéi (Taiwán)      | Medalla de plata    | –60 kg              |